# La Perrière (Savoie)
La Perrière korábbi község (település) Franciaországban, Savoie megyében. 2017. január 1-jén Saint-Bon-Tarentaise községgel egyesült és Courchevel új község része lett.
Lakosainak száma 498 fő (2018. január 1.). La Perrière Les Allues, Brides-les-Bains, Montagny és Saint-Bon-Tarentaise községekkel határos.

## Népesség
A település népességének változása:
| Lakosok száma | 456  | 469  | 487  | 498  |
|               | 2013 | 2015 | 2017 | 2018 |